# Joe Nunez
Joe Nunez est un acteur américain.

## Filmographie

### Cinéma
- 1999 : Serious Business : Chet
- 2003 : Melvin Goes to Dinner : Extra
- 2005 : 40 ans, toujours puceau
- 2005 : Domino : Raul Chavez
- 2006 : L'École des dragueurs : le camarade de classe
- 2006 : Bienvenue en prison : le prisonnier dans la salle de bain
- 2006 : À la recherche du bonheur : le conducteur qui renverse Chris
- 2007 : Delta Force : Ruben
- 2007 : SuperGrave : le patron du magasin de liqueur
- 2008 : XII : Harry
- 2008 : Sept vies : Larry
- 2009 : Weather Girl : le cuisinier
- 2009 : Spooner : Juan
- 2009 : Le Psy d'Hollywood : le responsable de l'enregistrement
- 2009 : Funny People : un domestique
- 2010 : Barry Munday : le roadie
- 2010 : In My Sleep : M. Mather
- 2011 : High Road : Ramon
- 2011 : Mes meilleures amies : Oscar
- 2012 : Free Samples : Yani Perez
- 2012 : Voisins du troisième type : Antonio Guzman
- 2013 : Dealin' with Idiots : un client
- 2014 : Warren : Steven Vasquez
- 2015 : Uncle Nick : Luis
- 2015 : Redstone : Buddha
- 2016 : The Layover

### Télévision
- 2004 : Crossballs: The Debate Show : le chef et le coach d'Ernesto Hernandez (2 épisodes)
- 2004 : Arrested Development : le frère de Lupe (1 épisode)
- 2006 : Lovespring International : Miguel Santiago (1 épisode)
- 2006-2007 : Prison Break : Manche Sanchez (9 épisodes)
- 2007 : Derek and Simon: The Show : Karaoke Dent (2 épisodes)
- 2010 : Funny or Die Presents… : le responsable (1 épisode)
- 2010 : Community : le videur (1 épisode)
- 2011 : The Back Room : le fantôme de Ben Laden et Diego (2 épisodes)
- 2011-2013 : NCIS : Los Angeles : Jaime (2 épisodes)
- 2014 : The Crazy Ones : Blaine (1 épisode)
- 2014 : 2 Broke Girls : Greg (1 épisode)

### Jeu vidéo
- 2009 : Indiana Jones et le sceptre des rois : le capitaine du bateau
- 2011 : Star Wars: The Old Republic : voix additionnelles